# Choi Hyo-jin
Pour les articles homonymes, voir Choi.
Dans ce nom coréen, le nom de famille, Choi, précède le nom personnel.
Choi Hyo-jin, né le 18 août 1983, est un footballeur international sud-coréen qui évolue au poste de défenseur.

## Palmarès
| - Incheon United - Championnat de Corée du Sud - Vice-champion : 2005. |  | - Pohang Steelers - Championnat de Corée du Sud (1) - Champion : 2007 - Coupe de Corée du Sud (1) - Vainqueur : 2008. - Finaliste : 2007. - Ligue des champions de l'AFC (1) - Vainqueur : 2009. |  | - FC Séoul - Championnat de Corée du Sud (2) - Champion : 2010, 2012. |

### Distinctions personnelles
- Membre de l'équipe type 2008, 2009 et 2010 de K-League.

## Statistiques détaillées

### En club
| Saison                | Club                  | Championnat           | Championnat | Championnat | Coupe(s) nationale(s) | Coupe(s) nationale(s) | Compétition(s) continentale(s) | Compétition(s) continentale(s) | Compétition(s) continentale(s) | Sélection    | Sélection | Sélection | Total | Total |
| Saison                | Club                  | Division              | M.          | B.          | M.                    | B.                    | Comp.                          | M.                             | B.                             | Équipe       | M.        | B.        | M.    | B.    |
| 2005                  | Incheon United        | 1                     | 24          | 1           | 11                    | 0                     | -                              | -                              | -                              | -            | -         | -         | 35    | 1     |
| 2006                  | Incheon United        | 1                     | 24          | 4           | 15                    | 2                     | -                              | -                              | -                              | -            | -         | -         | 39    | 6     |
| 2007                  | Pohang Steelers       | 1                     | 18          | 1           | 12                    | 2                     | -                              | -                              | -                              | -            | -         | -         | 30    | 3     |
| 2008                  | Pohang Steelers       | 1                     | 25          | 2           | 5                     | 0                     | CL                             | 4                              | 1                              | Corée du Sud | 4         | 0         | 38    | 3     |
| 2009                  | Pohang Steelers       | 1                     | 22          | 2           | 6                     | 0                     | CL                             | 12                             | 3                              | Corée du Sud | 2         | 0         | 42    | 5     |
| 2010                  | FC Séoul              | 1                     | 28          | 2           | 8                     | 2                     | -                              | -                              | -                              | Corée du Sud | 4         | 1         | 40    | 5     |
| 2011                  | Sangju Sangmu         | 1                     | 25          | 2           | 7                     | 0                     | -                              | -                              | -                              | Corée du Sud | 5         | 0         | 37    | 2     |
| 2012                  | Sangju Sangmu         | 1                     | 23          | 0           | 2                     | 0                     | -                              | -                              | -                              | Corée du Sud | 4         | 0         | 29    | 0     |
| 2012                  | FC Séoul              | 1                     | 6           | 0           | 0                     | 0                     | -                              | -                              | -                              | -            | -         | -         | 6     | 0     |
| 2013                  | FC Séoul              | 1                     | 23          | 0           | 3                     | 0                     | CL                             | 7                              | 0                              | -            | -         | -         | 33    | 0     |
| Total sur la carrière | Total sur la carrière | Total sur la carrière | 218         | 14          | 69                    | 6                     | -                              | 23                             | 4                              | 0            | 19        | 1         | 329   | 25    |

### Buts en sélection
| Buts (1) en sélection de Choi Hyo-jin | Buts (1) en sélection de Choi Hyo-jin | Buts (1) en sélection de Choi Hyo-jin         | Buts (1) en sélection de Choi Hyo-jin | Buts (1) en sélection de Choi Hyo-jin | Buts (1) en sélection de Choi Hyo-jin | Buts (1) en sélection de Choi Hyo-jin |
|                                       | Date                                  | Lieu                                          | Adversaire                            | Score                                 | Résultat                              | Compétition                           |
| ------------------------------------- | ------------------------------------- | --------------------------------------------- | ------------------------------------- | ------------------------------------- | ------------------------------------- | ------------------------------------- |
| 1.                                    | 11 août 2010                          | Suwon World Cup Stadium, Suwon (Corée du Sud) | Nigeria                               | 2-1                                   | 2-1                                   | Match amical                          |